# Parasitaphelenchidae
Parasitaphelenchidae är en familj av rundmaskar. Parasitaphelenchidae ingår i ordningen Aphelenchida, klassen Adenophorea, fylumet rundmaskar och riket djur.
Familjen innehåller bara släktet Bursaphelenchus.